# Jean Dagnaux

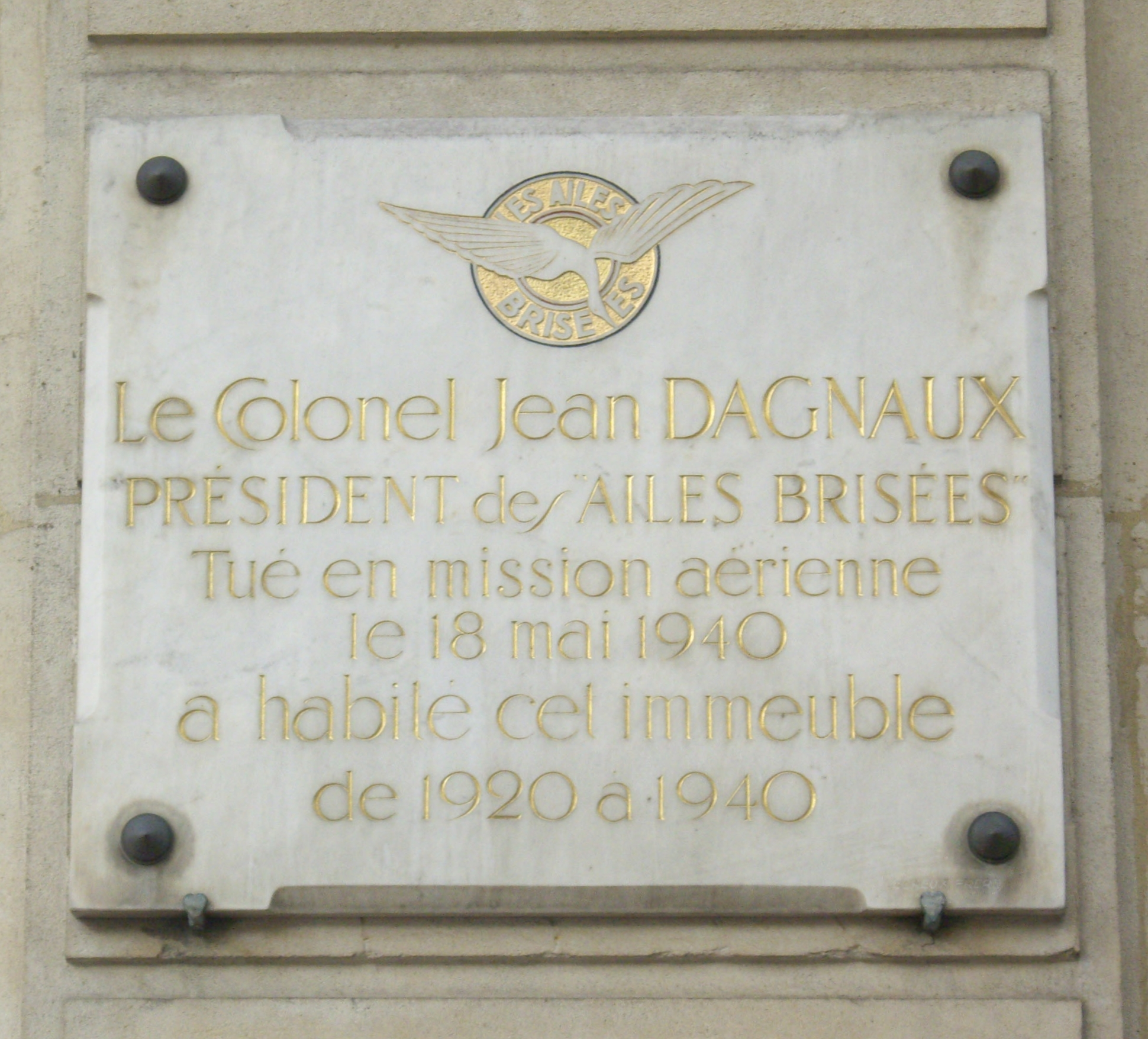
Gedenkplakette am Pariser Wohnhaus von Jean Dagnaux, 86, boulevard Malesherbes.

Jean Dagnaux (* 28. November 1891 in Montbéliard (Doubs); † 18. Mai 1940 im Einsatz in La Vallée-au-Blé (Aisne)) war ein französischer Pilot mit dem Spitznamen «l'as à la jambe de bois» (As mit Holzbein).

## Leben
Im Juni 1915 erhielt Dagnaux sein Patent als Beobachter und flog von da an in einem Flugzeug von Maurice Farman in der Staffel 63 der Französischen Luftstreitkräfte. Am 6. Februar 1916 wurde sein Flugzeug von Geschossen durchsiebt, und Dagnaux musste ein Bein amputiert werden. Er entschied sich, weiterhin zu fliegen. Nach der Genesung kam er im Mai 1917 zur Staffel C11, dann zur Staffel 12, wo er in einer Breguet XIV flog. Am 2. September 1918 bestand er seine Pilotenprüfung.
1919 flog er einen Angriff auf Kairo, später (1920) auf Timbuktu. 1928 gründete er die Transafrikagesellschaft, die Régie Air Afrique, die zahlreiche Luftverkehrsrouten eröffnete.
1939 wurde er als Kommandeur einberufen und zum Lieutenant-Colonel der 34. Bomberstaffel befördert. Am 17. Mai 1940 begab er sich auf einen Aufklärungsflug. Sein Flugzeug, eine Amiot 354, wurde von der Flak im Département Aisne getroffen und zerschellte im Dorf von La Vallée-au-blé.
Unter anderem war er zeitweise auch Präsident der 1926 gegründeten Organisation Les Ailes Brisées (Die gebrochenen Flügel), die sich bis heute um verwundete Luftwaffenangehörige und deren Hinterbliebene kümmert.

## Auszeichnungen
- um 1918: Ritter der Ehrenlegion
- um 1918: Croix de guerre mit 8 Palmen und 5 Sternen
- Der Luftwaffenstützpunkt base aérienne 128 Metz-Frescaty südlich von Metz trägt seinen Namen.